# Ctenitis vellea
Ctenitis vellea är en träjonväxtart som först beskrevs av Carl Ludwig Willdenow, och fick sitt nu gällande namn av George Richardson Proctor. Ctenitis vellea ingår i släktet Ctenitis och familjen Dryopteridaceae. Inga underarter finns listade.